# Старая Мезеновка
Ста́рая Ме́зеновка (бел. Старая Мезенаўка) — деревня в составе Негорельского сельсовета Дзержинского района Минской области Беларуси. Деревня расположена в 25 километрах от Дзержинска, 59 километрах от Минска, рядом расположена железнодорожная платформа Мезиновка.

## Название
Названия Мезовичи (бел. Мязовічы) и Мезеновка (бел. Мезенаўка, бел. Мязенаўка) являются производными от фамилий Мезович, Мезенов.

## История
Известна со второй половины XIX века, как застенок в Койдановской волости Минского уезда Минской губернии.  В 1897 году, по данным всероссийской переписи в деревне 12 дворов, 81 житель. В 1917 году — 71 житель, 13 дворов. 
С 9 марта 1918 года в составе провозглашённой Белорусской Народной Республики, однако фактически находилась под контролем германской военной администрации. С 1 января 1919 года в составе Советской Социалистической Республики Белоруссия, а с 27 февраля того же года в составе Литовско-Белорусской ССР, летом 1919 года деревня была занята польскими войсками, после подписания рижского мира — в составе Белорусской ССР. В 1920 году во время польской оккупации партизаны у деревни демонтировали железнодорожное полотно. За попытку партизан пустить под откос вражеский бронепоезд на жителей деревни была наложена контрибуция в сумме 700 рублей. С 20 августа 1924 года в составе Негорельского сельсовета (в 1932—1936 годах — национальном польском сельсовете) Койдановского, затем Дзержинского района Минского округа. С 31 июля 1937 года по 4 февраля 1939 года в составе Минского района, с 20 февраля 1938 года в составе Минской области. В 1926 году в деревне 11 дворов, 66 жителей. В годы коллективизации был организован колхоз «Призыв Ленина», обслуживаемый Негорельской МТС. Работали смолокуренные, артель «Рекорд». 
В Великую Отечественную войну с 28 июня 1941 года по 7 июля 1944 года находилась под немецко-фашистской оккупацией, на фронте погибли 3 жителя деревни. В послевоенные годы входила в колхоз «Россия» (центр — д. Логовище). По состоянию на 2009 год в составе филиала «Логовищанский». По данным на 1924 года недалеко от деревни в урочище Комолово было 5 древних курганов, которые не сохранились.

## Население
| Численность населения (по годам) | Численность населения (по годам) | Численность населения (по годам) | Численность населения (по годам) | Численность населения (по годам) | Численность населения (по годам) | Численность населения (по годам) |
| 1897                             | 1917                             | 1926                             | 1997                             | 1999                             | 2004                             | 2010                             |
| -------------------------------- | -------------------------------- | -------------------------------- | -------------------------------- | -------------------------------- | -------------------------------- | -------------------------------- |
| 81                               | ↘ 71                             | ↘ 66                             | ↘ 17                             | ↗ 20                             | ↘ 7                              | → 7                              |
| 2017                             | 2018                             | 2020                             | 2022                             | 2023                             |                                  |                                  |
| ↘ 4                              | ↗ 5                              | → 5                              | ↘ 4                              | ↗ 4                              |                                  |                                  |